# Sylvia Eckermann
Pour les articles homonymes, voir Eckermann.

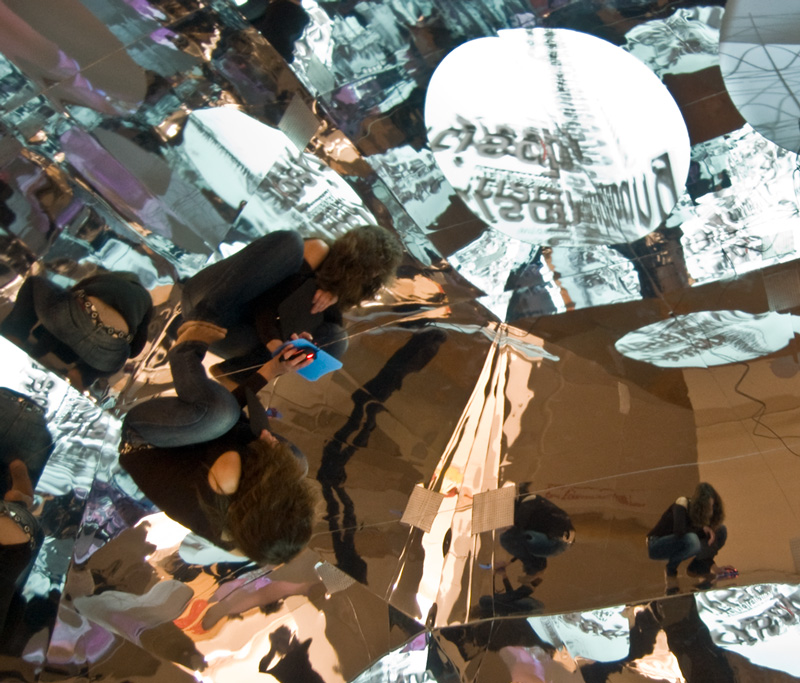
L'artiste dans son installation, Cellules miroir, Ars Electronica, 2007.

Sylvia Eckermann (ou Syl Eckermann) (née le 2 juillet 1962 à Vienne) est une artiste autrichienne pionnière dans le champ des arts électroniques.

## Biographie
De 1987 à 1989, elle est membre du collectif d'artistes autrichiens Gangart. De 1989 à 2004, elle travaille avec l'artiste et musicien Mathias Fuchs (de)  et fait de longs séjours à Helsinki, Manchester et Pékin.
De 1996 à 1999, elle est directrice artistique du site Internet du journal Der Standard.

## Œuvre
Sylvia Eckermann travaille dans le domaine des arts électroniques. Elle réalise des installations audiovisuelles interactives et des « environnements de jeux vidéo » en travaillant étroitement avec des compositeurs comme Peter Szely et des DJs comme Electric Indigo (de).
Elle développe son travail artistique autour du concept de spatialité pour faire vivre des expériences immersives au spectateur qui devient ainsi acteur dans un environnement audio-visuel.
Pour obtenir ses jeux électroniques et son Vjing - programmés ou en temps réel, elle travaille d'abord à partir de moteurs comme UnrealEngine ou Unity.
En collaborant avec d'autres artistes comme Gerald Nestler, son travail interroge les relations entre l'art et l'économie.
Sylvia Eckermann dénonce entre autres à travers des œuvres comme Telluric force I et II l’action de l’homme sur la planète. Grâce à son installation elle met en avant l'Anthropocène, terme qui désigne l’impact de l’Homme sur la planète et les bouleversements écologiques qui y sont liés.
L’artiste Edgar Honetschläger définit le travail de Sylvia Eckermann ainsi : « L'art fait ce que l’art est censé faire, il vous attire, il vous fait ressentir, il unit et ne sépare pas ce qui a toujours été Un et qui a faussement été séparé depuis le siècle des Lumières : la raison et le sentiment. »

## Travaux majeurs

### Telluric Force (2012)
La vidéo Telluric Force montre 12 métronomes mécaniques.
Le tempo n’est pas régulier mais au contraire il affiche une arythmie, une amplitude aléatoire générée par une chorégraphie spécifique conçue par  l’artiste en collaboration avec le compositeur Szely. Pour visualiser la nouvelle ère dite de l’Anthropocène, Eckermann remplace l’échelle des fréquences musicales du métronome par l’échelle des temps géologiques mis à jour avec la mesure de l’influence de l’Homme sur la planète. Ainsi Telluric Force reflète un nouvel ordre du temps et de la nature dont les mesures complexes, variées et obscures sont rendues audibles par le son amplifié des pendules des métronomes. Même si les balancements semblent irréguliers, ils sont en fait majoritairement construits.

### Naked Eye (2010)
Naked Eye est une vidéo-installation réalisée dans le Cube Blanc à Vienne en collaboration avec le compositeur Szely.
Par sa présence matérielle et immatérielle, son travail aborde de manière critique à la fois l’idée de l'autonomie et le caractère insaisissable de l'œuvre. Eckermann refuse de prédéfinir une interprétation conceptuelle à son travail. Ainsi Naked eye peut être perçue comme une méthode artistique d’interrogatoire qui s’approprie ou plutôt fusionne les objets et la lumière en multiples couches, certes subjective, de visibilité.

### Breath My Air (2008)
Breath My Air est un film d'une heure et 58 minutes, il a été filmé et édité par Sylvia Eckermann et Gerald Nestler.
Filmé à Pékin, Chengdu, Shangaï, dans l'ouest du Sichuan, dans le nord du Yunnan, à Krems in Kärnten, Stopfenreuther Au et Vienne il est en anglais, allemand et chinois. Il s’agit d’une conversation cinématographique entre les participants du monde de l’art et les conservateurs, du cinéma, de la littérature, de la poésie, et de la philosophie en Chine et en Europe. La vidéo traite  de sujets tels que l’utopie, le changement et le progrès. Le projet engage, en mettant de côté les stéréotypes culturels, un échange interculturel sur l’actualité et les méthodes d’une société au-delà des limites produites par la politique et l’économie globale. Breath My Air a été filmé dans des endroits proposés par les participants et durant de longs voyages en Chine